# LZ 129 Hindenburg
LZ 129 Hindenburg (Deutsches Luftschiff Zeppelin #129; înregistrare: D-LZ 129) a fost un dirijabil german de mari dimensiuni destinat transportului comercial de pasageri. A fost liderul clasei Hindenburg, clasa cu cel mai lung tip de dirijabile (245 metri) dintre aparatele de zbor de toate tipurile și cel mai mare dirijabil prin volumul său (200.000 m³). Proiectat și construit de compania Zeppelin (Luftschiffbau Zeppelin GmbH) pe malul lacului Bodensee din Friedrichshafen, dirijabilul a fost operațional din martie 1936 timp de 14 luni, până la distrugerea sa accidentală, din 6 mai 1937, la sfârșitul primei curse nord-atlantice din cel de-al doilea sezon de activitate. 36 de persoane au murit în incendiul declanșat în momentul aterizării la Lakehurst Naval Air Station din Manchester Township, New Jersey.
Zeppelinul Hindenburg a fost numit după numele general feldmareșalului Paul von Hindenburg (1847–1934), președinte al Germaniei (1925–1934).

## Design

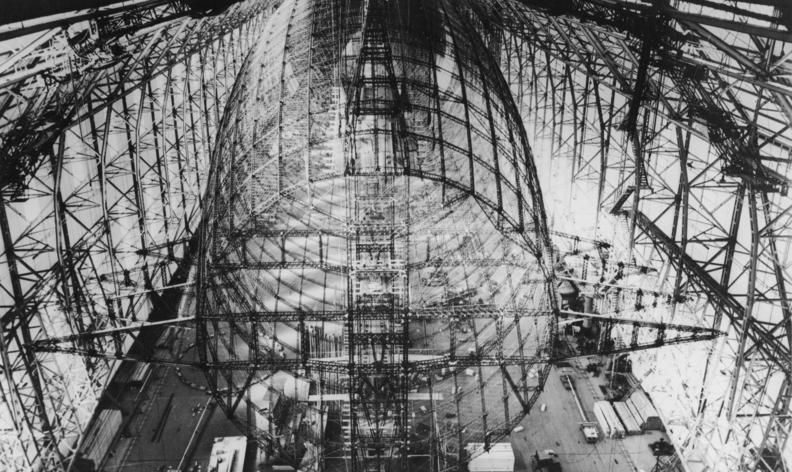
Hindenburg aflat în șantierul de construcție

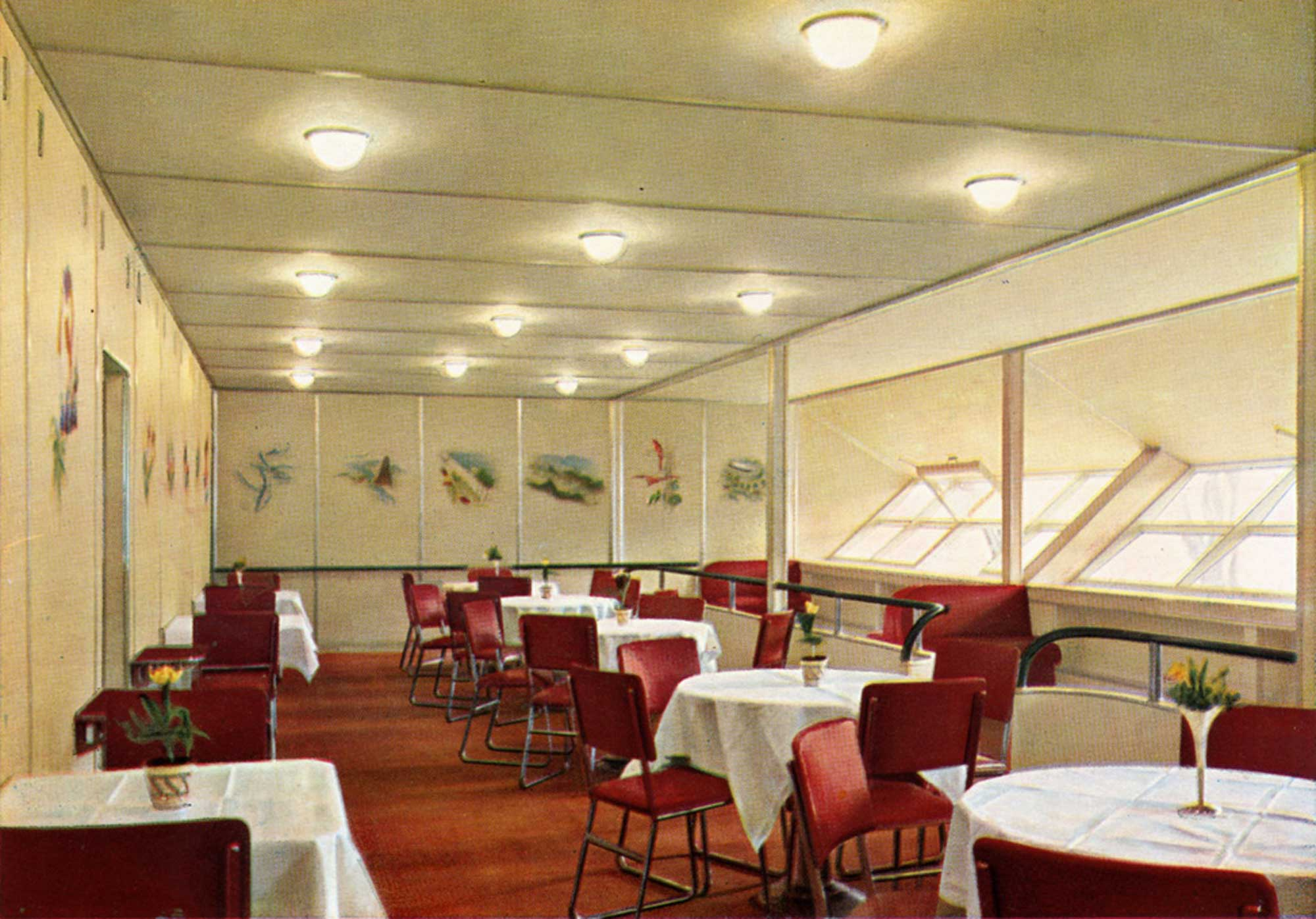
Sala de mese

Structura scheletică a lui Hindenburg era din duraluminiu și încorpora 15 pereți de compartimentare de forma roților Ferris, delimitând 16 pungi de gaz. Aceste roți erau fixate cu traverse longitudinale plasate in jurul circumferinței lor. Învelișul dirijabilului era fabricat din bumbac îmbogățit cu o mixtură formată din materiale cu rol de a reflecta radiațiile ultraviolete și cele infraroșii protejând pungile de gaz. În anul 1931, compania Zeppelin a achiziționat 5.000 de kg de duraluminiu provenit din rămășițele dirijabilului britanic R101, prăbușit în octombrie 1931, și care se presupune că ar fi fost prelucrate și folosite la construcția lui Hindenburg.
Mobila de interior era creația lui Fritz August Breuhaus, arhitect și designer de interioare a cărui experiență includea vagoanele Pullman, nave transoceanice și nave de război ale Marinei Germane. Puntea superioară A era formată dintr-o mică zonă centrală conținând cabine de pasageri, flancată de încăperi publice mari: sala de mese la babord iar la tribord un foaier și o cameră de lectură. Pereții sălii de mese erau pictați și portretizau călătoriile lui Graf Zeppelin din America de Sud iar o hartă stilizată a lumii îmbogățea unul din pereții foaierului. Lungi ferestre înclinate dispuse de-a lungul ambelor punți ofereau pasagerilor panorama pe timpul zborului. Proiectanții au presupus că pasagerii își vor petrece mai mult timp în zonele publice decât în cabinele strâmte.

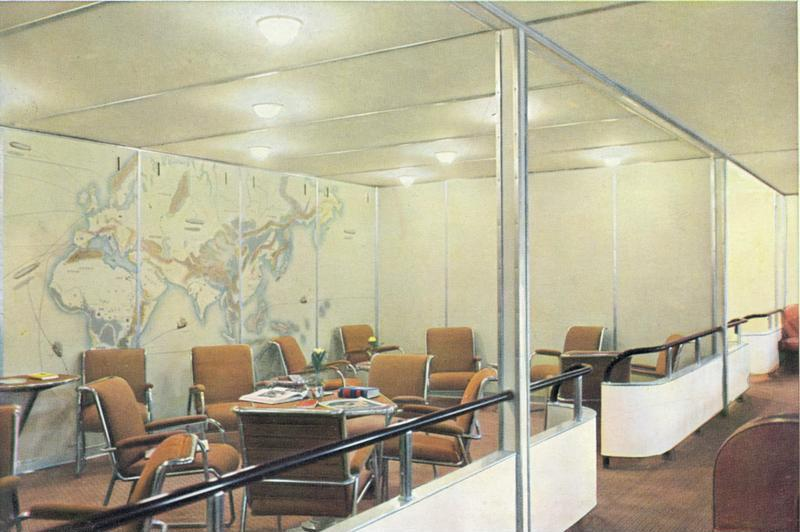
Foaierul, cu harta lumii pictată pe unul dintre pereți

Puntea inferioară, B, conținea grupurile sanitare, o sală de mese pentru echipaj și chiar și un foaier pentru fumat. Harold G. Dick, un reprezentant american al companiei Goodyear Zeppelin își amintește:
„Singura cale de acces către camera de fumat, care era presurizată pentru a preveni orice interferență cu o eventuală scurgere de hidrogen, era prin intermediul barului, care avea o ușă etanșă ajustabilă, iar toți pasagerii care părăseau încăperea erau verificați discret de un supraveghetor pentru a se asigura că nu ies având țigări sau pipe aprinse.”
Inițial, proiectul construcției lui Hindenburg prevedea utilizarea heliului pentru ca era cel mai sigur gaz de portanță, nefiind inflamabil. Însă, la acea vreme, heliul era extrem de scump și se găsea doar în rezervele de gaze naturale ale Statelor Unite. Hidrogenul, prin comparație, era mult mai ieftin, putea fi produs de către orice națiune industrializată și avea o putere de ridicare mai mare. Aerostatele rigide americane care utilizau heliul erau obligate sa conserve cantitățile de gaz cu orice cost, lucru ce le stingherea activitățile operaționale.
În ciuda politicii exclusiviste a statului american privind exporturile de heliu, proiectanții germani au prevăzut heliul ca principal gaz pentru portanță în construcția lui Hindenburg, în speranța unei schimbări de atitudine americane; când au realizat că interdicțiile rămâneau în vigoare, germanii au reconsiderat tehnic zeppelinul pentru a folosi hidrogenul. În afara inflamabilului hidrogen niciun alt gaz care să ofere suficientă forță de ridicare nu putea fi produs în cantități suficiente. Pe de altă parte, forța mai mare de ridicare a hidrogenului față de heliu a permis proiectanților să adauge mai multe cabine de pasageri dirijabilului. Aerostatele comerciale germane care utilizau hidrogen beneficiau de o istorie lungă fără pată, fără incidente, lucru ce a dat încredere că Germania deprinsese la un nivel ridicat tehnica manipulării securizate a hidrogenului. Iar performanța primului sezon operațional al lui Hindenburg părea să demonstreze asta.

## Istoria activității operaționale

### Lansarea și zborul inaugural

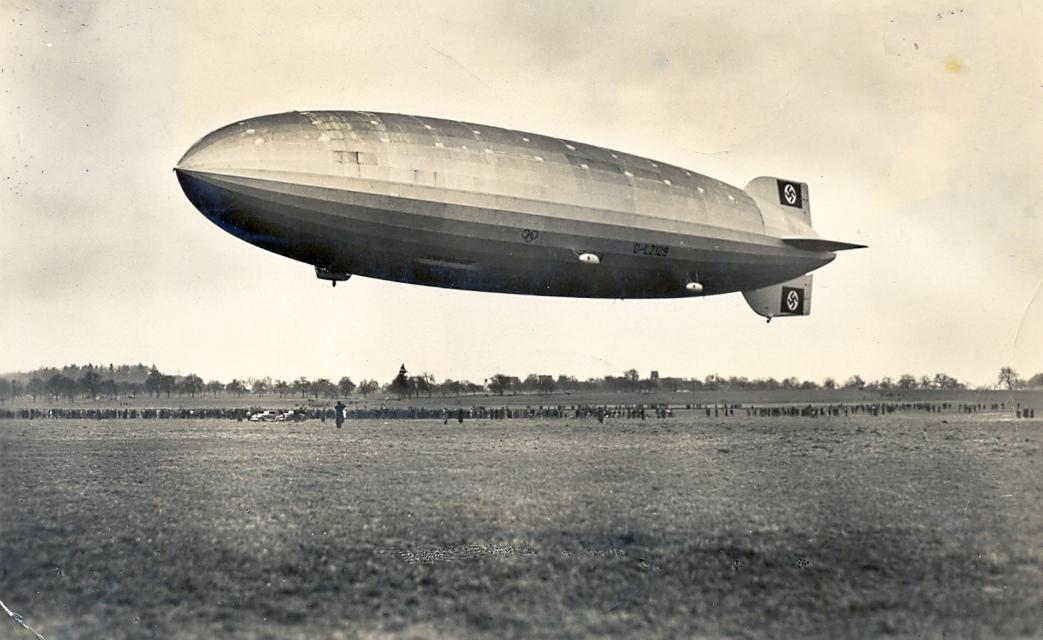
Hindenburg în martie 1936. Numele dirijabilului încă nu fusese inscripționat pe uriaşul fuselaj

La cinci ani de debutul construcției din 1931, Hindenburg realiza primul test de zbor la docurile Zeppelin din Friedrichshafen la 4 martie 1936, cu 87 de suflete la bord. Printre acestea se numărau președintele companiei Zeppelin,Dr. Hugo Eckener, drept comandant, fostul comandant de zeppeline din timpul Primului Război Mondial Lt. Col. Joachim Breithaupt - reprezentând Ministerul Aviației, opt căpitani de aerostate ai companiei Zeppelin, 47 de alți membri ai echipajului și 30 de docheri care călătoreau ca pasageri. Deși numele Hindenburg fusese ales de către Eckener în secret de peste un an, doar numărul formal de înregistrare (D-LZ129) și cele cinci cercuri olimpice (promovând Jocurile Olimpice de vară din 1936 care urmau a se disputa în august) erau inscripționate pe fuzelaj în timpul primelor șase zboruri de test. 

Hindenburg logo, așa cum apărea inscripționat cu font Fraktur

Când dirijabilul a trecut pe deasupra Münchenului în după-amiaza următoare, în timpul celui de-al doilea zbor de test, primarul Karl Fiehler l-a întrebat pe Eckener prin radio numele lui LZ129 primind răspunsul "Hindenburg". Faptul că președintele companiei Zeppelin a făcut public numele l-a înfuriat pe ministrul propagandei Joseph Goebbels, acesta chemându-l urgent pe  Eckener la Berlin pentru o întâlnire în ziua următoare. Fără menajamente, Goebbels a precizat că vrea ca zeppelinul să fie redenumit "Adolf Hitler". Când Eckener a refuzat, Goebbels a decretat că în Germania va fi recunoscut doar ca "LZ 129" și l-a avertizat pe Eckener ar putea cu ușurință să facă din faimosul zeppelin o "non-persoană" în mijloacele media germane. Cu toate acestea, trei săptămâni mai târziu, numele Hindenburg a fost inscripționat cu vopsea roșie și litere de 1,8 m, deși nicio ceremonie formală de numire nu a fost ținută.

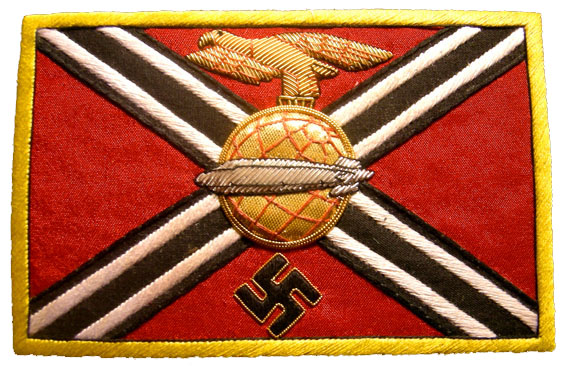
Steagul companiei Deutsche Zeppelin-Reederei GmbH

Activitatea dirijabilului era gestionată comercial de Deutsche Zeppelin Reederei GmbH (DZR), care fusese înființată de Hermann Göring în martie 1935 pentru a crește influența nazistă asupra operațiunilor cu zeppeline. DZR a fost deținută în comun de Luftschiffbau Zeppelin (constructorul aerostatului), Reichsluftfahrtministerium (Ministerul German al Aviației) și Deutsche Lufthansa AG (compania aviatică națională a Germaniei), dar a fost operat și de Graf Zeppelin în timpul ultimilor doi ani de serviciu comercial din America de Sud, din 1935 până în 1937. Hindenburg și aeronava D-LZ 130 Graf Zeppelin II (lansat în septembrie 1938), au fost singurele două aerostate construite vreodată cu scopul exclusiv de a efectua curse transatlantice comerciale de pasageri regulate; următoarele nu au mai apucat să intre în serviciul de pasageri fiind casate din ordinul lui Hermann Göring în 1940.
După un total de șase zboruri de test efectuate de-a lungul a trei săptămâni la docurile Zeppelin unde și fusese construit, Hindenburg era pregătit pentru un debut public de 6.598 km, un zbor de propagandă de-a lungul Germaniei (Die Deutschlandfahrt) realizat în comun cu Graf Zeppelin din 26 până pe 29 martie. Acesta a fost urmat apoi de primul zbor comercial de pasageri, o călătorie transatlantică de patru zile spre Rio de Janeiro cu decolare de pe Aeroportul Friedrichshafen de lăngă Löwenthal pe 31 martie 1931. La 6 martie decola din același loc efectuând prima din cele 10 călătorii transatlantice cu destinația America de Nord din 1936, toate operațiunile transatlantice ulterioare ale lui Hindenburg, fie cu America de Nord, fie cu America de Sud avandu-și baza la aeroportul Frankfurt pe Main.

### Die Deutschlandfahrt

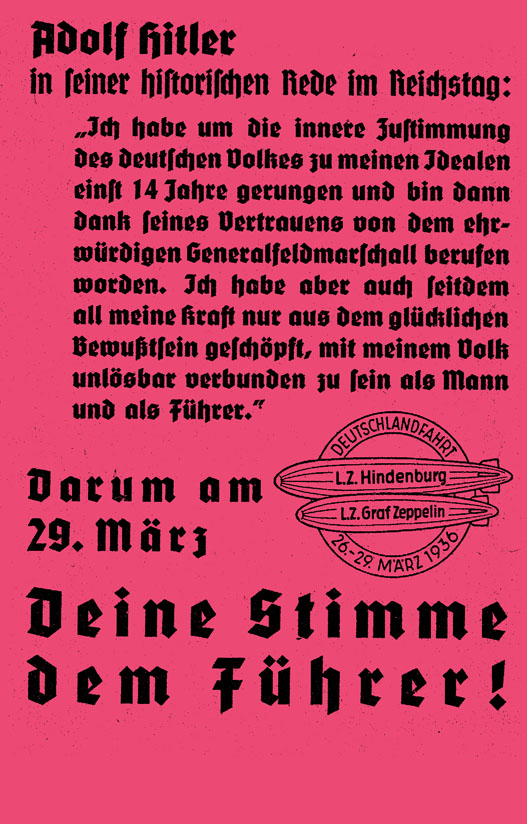
Foi volante de propagandă aruncate de Hindenburg în timpul Deutschlandfahrt, cu citate din discursul despre Renania ținut în Reichstag de Adolf Hitler la 7 martie 1936

Deși conceput și construit pentru transportul comercial de pasageri și servicii poștale, la inițiativa Ministerului Propagandei (Reichsministerium für Volksaufklärung und Propaganda sau Propagandaministerium), Hindenburg a fost utilizat încă de la început de Ministerul Aviației (co-operatorul DLZ) ca vehicul de livrare a propagandei naziste și chiar un element al acesteia. La 7 martie 1936, forțele terestre ale Reichului intrau și ocupau Renania, o regiune de la granița cu Olanda, Luxemburg, Belgia și Franța desemnată prin Tratatul de la Versailles din 1920 drept zonă demilitarizată pentru a contitui o zonă tampon între Germania și aceste țări vecine.
Pentru a justifica remilitarizarea — ceea ce constituia, de asemenea, și o încălcare a Pactului de la Locarno din 1925 — un referendum ulterior a fost organizat în grabă de Hitler pentru 29 martie, ""cerând populației germane" atât ratificarea ocupației Renaniei de către armata germană cât și aprobare unei liste a unui partid unic, compuse exclusiv din candidați naziști pentru locurile din noul Reichstag. Hindenburg și dirijabilul Graf Zeppelin au fost desemnate de către guvern drept elemente cheie pentru acest proces.
Ca un șiretlic de imagine, Goebbels, ministrul propagandei, a cerut companiei Zeppelin ca ambele aerostate să fie disponibile pentru un zbor în tandem de-a lungul Germaniei pentru o perioadă de patru zile, înainte de procesul de votare, cu plecare comună a din Löwenthal în dimineața zilei  de 26 martie. În timp ce condițiile meteo de vânt furtunos din acea dimineață făceau din lansarea sigură a noului dirijabil o decolare dificilă și periculoasă, comandantul lui Hindenburh, căpitanul Ernst Lehmann, era determinat să impresioneze presa și politicienii prezenți (oficiali ai partidului nazist) cu o plecare "la timp" procedând la decolare în ciuda condițiilor nefavorabile. Cand masivul dirijabil a început ascensiunea sub puterea motoarelor a fost surprins de o rafală laterală dintr-un unghi de 35 de grade incapacitând eficiența aripii vericale din spate și târând dirijabilul. Pagubele erau semnificative, aripa din coadă și cârma atașată acesteia fiind avariate în partea inferioară.
Președintele companiei Zeppelin, Eckener, care se opusese acestui zbor comun atât pentru că politiza dirijabilul cât și pentru că zborul acesta forțase anularea unui test final de anduranță, era furios și i-a imputat lui Lehmann:
„Cum ați putut, d-le Lehmann, să ordonați navei să fie scoasă în astfel de condiții meteo, cu vânt puternic? Ați avut cel mai bun motiv din lume pentru a suspenda acest zbor idiot; în schimb, dumneavoastră ați riscat nava doar pentru a evita să îl enervați pe domnul Goebbels. Numiți aceasta drept simț al responsabilității față de compania noastră?”
Dirijabilul Graf Zeppelin, care plutea deasupra aerodromului așteptând să i se alăture și Hindenburg, a fost nevoit să plece singur în misiunea de propagandă în vreme ce LZ 129 s-a reîntors în hangare pentru reparații temporare rapide asupra ampenajului său înainte de a se alătura zeppelinului mai mic câteva ore mai târziu. Așa cum milioane de germani au fost martori de la nivelul solului, cei doi giganți de pe cer au navigat pe deasupra Germaniei pentru următoarele patru zile și trei nopți, împrăștiind manifeste de propagandă, trâmbițând muzică de război și sloganuri prin uriașe difuzoare și difuzând discursuri politice dintr-un studio de radio improvizat la bordul lui Hindenburg.

### Primul zbor comercial de pasageri

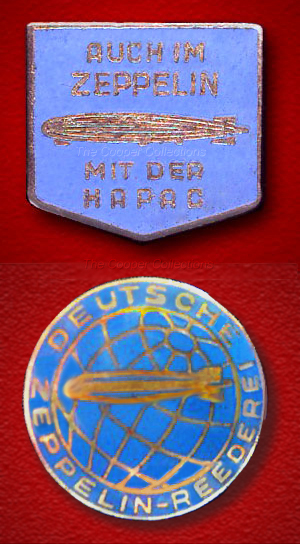
Insigne oferite pasagerilor

După încheierea referendumului (guvernul german susținea că a fost "aprobat cu 98.79% voturi 'Da'"), Hindenburg s-a întors la Löwenthal pe 29 martie pentru a se pregăti pentru primul său zbor comercial de pasageri, un zbor transatlantic spre Rio de Janeiro a cărui plecare era programată pentru 31 martie. Hugo Eckener nu a fost mandatat să comande acest zbor dar superviza misiunea fără vreun control operațional asupra lui Hindenburg, în timp ce Ernst Lehmann se găsea la comanda dirijabilului. În plus, Eckener află de la un reporter al Associated Press la sosirea lui Hindenburg în Rio că Goebbels și-a pus în aplicare amenințările decretând ca numele lui Eckener să nu "mai fie menționat în ziarele și periodicele germane" și "nicio fotografie și niciun articol despre el să nu fie tipărite". Aceaste decizii au fost luate din cauza opoziției lui Eckener de a se utiliza Hindenburg și Graf Zeppelin pentru scopuri politice în timpul Deutschlandfahrt, și a refuzului său de a acorda suport în timpul campaniei electorale pentru Reichstag duse de cancelarul Adolf Hitler și politicile sale. (Goebbles nu a făcut niciodată publică această interdicție care, o lună mai târziu, a fost ridicată tacit.)
Nici acest prim zbor către America de Sud nu a fost scutit de probleme pentru Hindenburg, unul dintre cele patru motoare diesel Daimler-Benz de 16 cilindri un bolț rupându-se în timpul îndelungatei călătorii iar reparațiile din Recife nu au putut face ca motorul să furnizeze energie complet. O problemă similară a apărut și la călătoria de întoarcere când un alt motor a cedat în apropierea Marocului, deasupra Coastei de Aur (Ghana),  iar când mecanicii se ocupau de repunerea sa în funcțiune un alt motor a cedat și nu a mai putut fi repornit. Cu doar două motoare active, Hindenburg era în pericol să fie purtat în derivă spre Deșertul Sahara unde, în lipsa echipajelor auxiliare de la sol și a echipamentelor de ancorare specifice, existau riscuri ce depășeau simplele avarii. Pentru a evita o catastrofă, echipajul a ridicat dirijabilul în căutarea curenților de aer care se găsesc de obicei la înălțimi de peste 1500 m, unde presiunea aerului depășea însă gradul de permisivitate al dirijabilului. În mod neașteptat, echipajul a găsit astfel de vânturi favorabile la o înălțime mai mică, la 1100 m, lucru ce a permis reîntoarcerea în siguranță în Germania după ce Hindenberg primise și o aprobare de urgență din partea Franței pentru de a zbura utilizând o rută mai directă prin traversarea văii Rhoneului. Cele nouă zile de zbor au acoperit 20.529 de km în 203 ore și 32 de minute efective de zbor. Toate cele patru motoare au fost apoi inspectate și reparate capital fără a mai prezenta vreo problemă în misiunile ulterioare ale lui Hindenburg.

### Sezonul transatlantic 1936
Hindenburg a realizat 17 curse dus-întors pe deasupra oceanului Atlantic în 1936, primul și singurul său sezon complet de serviciu activ, cu 10 curse spre Statele Unite și câteva spre Brazilia. În iulie 1936, aerostatul stabilește și un record reușind dubla traversare a Atlanticului în cinci zile, 19 ore și 51 de minute. Printre pasagerii faimoși care au călătorit cu Hindenburg se numără campionul de box la categoria grea, germanul Max Schmeling, care se reîntorcea acasă la bordul zeppelinului fiind primit ca un erou dupa knockoutul administrat lui Joe Luis la New York pe 19 iunie 1936. Pe durata sezonului 1936, Hindenburg a parcurs 308.323 km și a transportat 2.798 pasageri și 160 de tone de mărfuri și corespondență, un nivel al succesului care a încurajat compania Luftschiffbau Zeppelin să plănuiască extinderea flotei de dirijabile și dezvoltarea serviciilor transaltantice.
Dirijabilul era foarte stabil, un creion putea sta pe masă fără a se rostogoli iar lansarea era atât de lină încât pasagerii ratau adesea decolarea crezând că încă sunt ancorați la sol. Costul unui bilet într-o cursă Germania - Statele Unite costa 400 de dolari (~6.300 dolari la valoarea 2010), o sumă considerabilă în perioada Marii Depresiuni. Pasagerii lui Hindenburg erau în general oameni bogați, incluzând persoane publice, artiști, sportivi valoroși, figuri politice, industriași și magnați.

Din când în când Hindenburg era din nou utilizat în scopuri propagandistice. La 1 august a planat deasupra Olympiastadion din Berlin în timpul ceremoniei  deschidere a Jocurilor Olimpice de vară din 1936. Cu scurt timp înainte de sosirea lui Adolf Hitler pentru a declara jocurile deschise, dirijabilul a survolat stadionul la joasă înălțime cu un lung steag olimpic suspendat de gondola sa.
Pe timpul anului 1936, Hindenburg beneficia și de un pian special Blüthner, din aluminiu, plasat în salonul de muzică dar instrumentul a fost apoi îndepărtat din rațiuni legate de economisirea greutății.
Pe timpul iernii dintre anii 1936–37, câteva schimbări au avut loc în structura zeppelinului. Capacitatea sporită de ridicare a permis adăugarea a încă 10 cabine de pasageri, nouă cu două paturi și una cu patru, ridicând capacitatea de transport la 72 de pasageri. În contrapartidă au fost montate jgheaburi cu rolul de a colecta apa de ploaie spre utilizarea acesteia drept balast.
O altă schimbare majoră a fost instalarea unor instalații suspendate experimentale în formă de trapez bazate pe sistemul similar utilizate de US Navy Goodyear-Zeppelin la dirijabilele sale USS Akron (ZRS-4) și USS Macon (ZRS-5). Rolul acestora era acela de a permite autorităților vamale accesul la bordul lui Hindenburg pentru procesarea pasagerilor și a corespondenței. Instalațiile experimentale au fost testate la 11 martie și 27 aprilie 1937 dar rezultatele nu au fost satisfăcătoare fiind înregistrate turbulențe în zonele în care acestea erau montate. Pierderea navei în accidentul de la Lakehurst a pus capăt prospecțiunilor pe această temă.

## Zborul final: 3-6 mai 1937

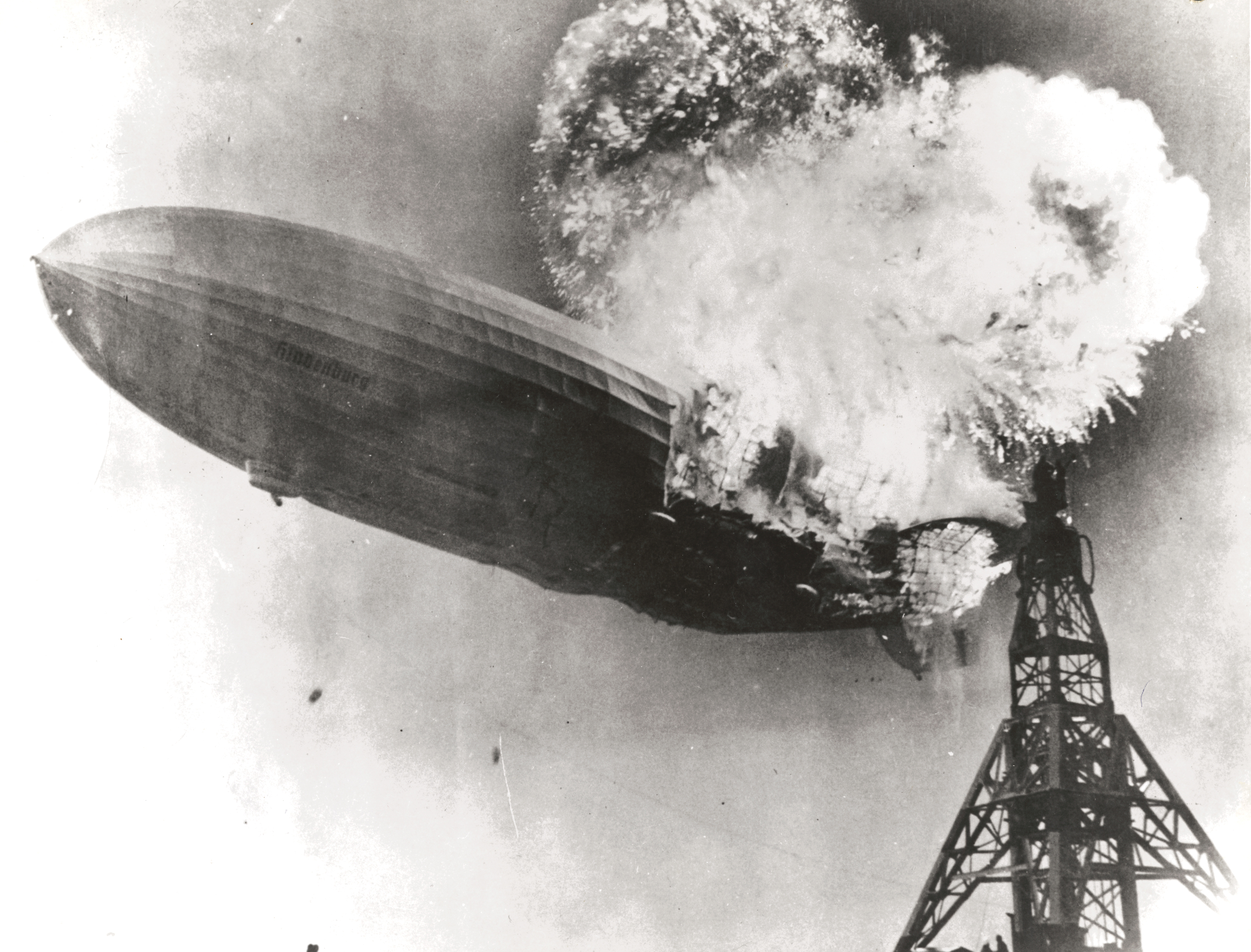
Hindenburg în flăcări

După primul zbor cu destinația America de Sud, din 1937, efectuat la sfârșitul lunii martie, Hindenburg decolează din Frankfurt cu destinația Lakehurst în seara zilei de 3 mai, prima cursă Europa - Statele Unite din acel an. Deși vanturi puternice au încetinit traversarea, zborul a continuat în forma misiunii de rutină pe măsură ce se apropia de punctul terminus trei zile mai târziu.
Aterizarea lui Hindenburg din ziua de 6 mai a fost amânată timp câteva ore pentru a evita o linie de furtuni care afectau regiunea și traversau pe deasupra orașului Lakehurst. În jurul orei 19:00 dirijabilul a fost autorizat să încerce aterizarea, Hindenburg începând manevrele de la altitudinea de 200 m cu căpitanul Max Pruss la cârmă. În jurul orei 19:25, Hindenburg lansează două linii de ancorare conform procedurilor, urmând a fi prinse de troliuri și tras către sol; personalul de la sol a prins cele două cabluri lansate de la tribordul si babordul dirijabilului dar a apucat să fixeze de troliu doar cablul de la babord când Hindenburg a fost cuprins brusc de flăcări și a căzut la pământ în numai 37 de secunde. Din cei 36 de pasageri și 61 de membri ai echipajului, 13 pasageri și 22 de membri ai echipajului au murit, acestora adăugându-se un membru al personalului de la sol, un total de 36 de persoane pierzându-și viața în accident.

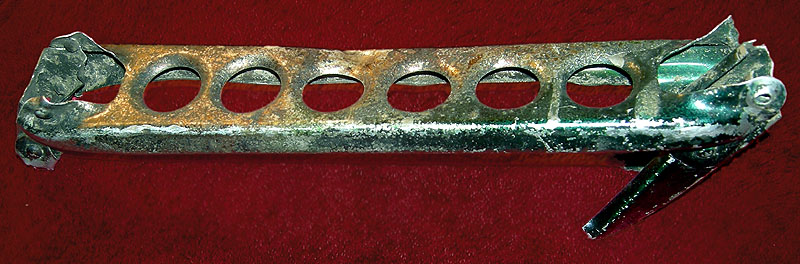
Colier din duraluminiu din structura lui Hindenburg, recuperat de la locul accidentului, purtând urmele incendiului

Localizarea inițială a focului, sursa aprinderii precum și sursa care a alimentat inițial focul rămân subiecte controversate. Cauza accidentului nu a fost determinată niciodată deși multe ipoteze au fost propuse, de la cele privind scurgerile de hidrogen (care devine inflamabil în amestec cu aerul) până la materialele utilizate la construcția lui Hindenburg, de genul nitratului de celuloză și azotatului de aluminiu despre care unii experți susțin că sunt extrem de inflamabile. Toate aceste teorii sunt extrem de controversate, mare parte a necunoscutelor constituind-o propagarea foarte rapidă a incendiului, în 37 de secunde practic Hindeburg a devenit cenușă. Osatura din duraluminiu a lui Hindenburg a fost recuperată și trimisă în Germania unde a fost reciclată și utilizată apoi la construcția avioanelor militare pentru Luftwaffe, la fel ca și structurile zeppelinelor LZ 127 Graf Zeppelin și LZ 130 Graf Zeppelin II, casate în 1940.

## Media

### Filme de arhivă
Incendiul care a cuprins zeppelinul a fost surprins pe peliculă de presa și casele de film care trimiseseră reporteri pentru a filma sosirea lui Hindenburg. În același an, 1937, a fost realizat filmul documentar Hindenburg Disaster Newsreel Footage cu narațiunea realizată de reporterul de radio Herbert Morrison. Deși format din cinci surse primare, filmul nu surprinde momentul primei flăcări, camerele fiind centrate pe operațiunile de ancorare purtate de personalul de la sol.
Patru din cele cinci pelicule au fost realizate de Pathé News, Paramount News, Movietone News și Universal Newsreel. Cea de-a cincea a fost filmarea realizată de un cameraman rămas necunoscut.
- Pathé: Cameramanul William Deeke centrase camera pe echipajul de la sol dar când nava a explodat imaginea era deja focusată pe Hindenburg; imaginea este lipsită de continuitate pentru că, din cauza suflului exploziei, camera nu funcționa corespunzător, Deeke fiind nevoit să utilizeze manivela. Imaginea reapare abia când coada dirijabilului era la pământ iar acesta se dezintegra.[53]
- Movietone: Ca și cea a cameramanului de la Pathé, camera Movietone News era îndreptată spre sol în momentul izbucnirii incendiului. Imagini apar în momentul exploziei și când coada atinge pământul.[54]
- Universal: Pelicula aceasta surprinde cea mai mare parte a exploziei. Era fixată asupra personalului de la sol de la mare distanță, Hindenburg explodează și în cinci secunde (timpul cât pupa a fost deja nimicită de flăcări) camera începe să urce în vreme ce coada dirijabilului coboară iar partea frontală e cuprinsă de foc.[55]
- Paramount: Imaginile peliculei Paramount încep a se derula puțin după cele surprinse de rola Universal, această cameră fiind fixată pe Hindenburg dar începând să ruleze la câteva secunde după explozia inițială.
- Necunoscut: Acest film apare în numeroase documentare. Imaginea este de slabă calitate și ușor tremurată iar filmarea debutează cam din același timp ca și cea a rolei Pathé.

În 1997, pelicula originală conținând documentarul a fost declarată bun istoric și se află în conservare în Arhiva Națională de Film a Statelor Unite.

### Apariții media notabile
- Imagini cu zeppelinul original Hindenburg apar în filmul Charlie Chan at the Olympics, în care personajul central, Chan, se află la bordul dirijabilului pentru un zbor de traversare a Atlanticului în încercarea de a ajunge la Jocurile Olimpice de vară din 1936 de la Berlin. Filmul a avut premiera la 15 zile dupa dezastrul Hindenburg, la 21 mai 1937.[57]
- Imaginea lui Hindenburg în flăcări apare în alb-negru pe coperta albumului Led Zeppelin al formației cu același nume.
- Intriga celei de-a treia cărți din seria "Pendragon"  de D.J. MacHale, The Never War, are la bază istoria dezastrului Hindenburg.
- The Hindenburg (film) este o dramă din 1975 cu tema istoriei zeppelinului.[58]
- Prezentatorii emisiunii Vânătorii de mituri (Mythbusters) difuzate de Discovery Channel, Adam Savage și Jamie Hyneman, au efectuat teste ample privind circumstanțele catastrofei Hindenburg în cadrul emisiunii.[59]

## Specificații tehnice
- Echipaj: 40 - 61 membri
- Capacitate: 50-72 pasageri
- Lungime: 245 m
- Diametru: 41 m
- Volume: 200.000 m³
- Motoare: 4 × Daimler-Benz DB 602 diesel, 890 kW (1.200 cp) fiecare
- Viteza maximă: 135 km/h

Sursa:en  Airships: A Hindenburg and Zeppelin History Site.